# Cilmeri

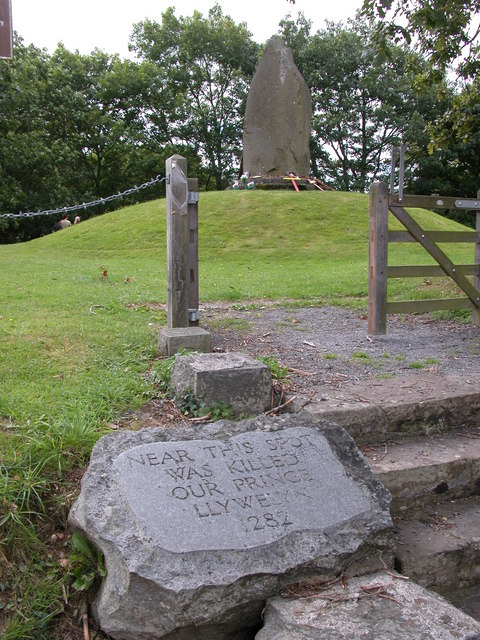
Monumento ao Príncipe Llywelyn.

Cilmeri, frequentemente denominada como Cilmery, é uma vila em Powys, está a  duas milhas e meia a oeste de Builth Wells a partir da estrada A483 para Llandovery. Cilmeri é servida pela estação ferroviária de Cilmeri no coração da Linha Central de Gales. No censo realizado em 2001 no Reino Unido, a comunidade de Cilmeri Comunidade tinha uma população de 438 famílias.
A vila é famosa por ser perto do local onde o último Príncipe de Gales de descendência direta, Llywelyn, o Último, foi morto em uma batalha por soldados a serviço de Eduardo I de Inglaterra, em 11 de dezembro 1282. Uma pedra memorial para Llywelyn foi erguida em 1956 e serve como ponto focal para um dia anual de lembrança do aniversário de sua morte.